# Poliția de Frontieră Română
Poliția de Frontieră Română (sau Inspectoratul General al Poliției de Frontieră, abreviat IGPF) face parte din Ministerul Afacerilor Interne și este instituția specializată a statului care exercită atribuțiile ce îi revin cu privire la supravegherea și controlul trecerii frontierei de stat, prevenirea și combaterea migrației ilegale și a faptelor specifice criminalității transfrontaliere săvârșite în zona de competență, respectarea regimului juridic al frontierei de stat, pașapoartelor și străinilor, asigurarea intereselor statului român pe Dunărea
interioară, inclusiv brațul Măcin și canalul Sulina situate în afara zonei de frontieră, în zona contiguă și în zona economică exclusivă, respectarea ordinii și liniștii publice în zona de competență, în condițiile legii.

## Atribuțiile principale
- Supravegherea frontierei de stat a României;
- Prevenirea migrației frontaliere ilegale și criminalitatea transfrontalieră;
- Controlul documentelor necesare pentru trecerea legală a frontierei;
- Asigură derularea corectă a traficului de persoane și mărfuri în punctele de trecere;
- Asigură controlul trecerii frontierei a armelor și munițiilor;
- Supravegherea spațiului aerian adiacent frontierei de stat;
- Aplicarea prevederilor tratatelor, documentelor sau convențiilor semnate de statul român cu statele vecine sau cu organizațiile internaționale;
- Previne și combate pirateria și acțiunile teroriste în apele aflate sub jurisdicția statului român;
- Controlul navelor și ambarcațiunilor despre care se dețin date și informații că desfășoară activități ilegale.

## Organizare

### Structuri centrale
Structuri subordonate nemijlocit, cu competență pentru întreaga zonă de responsabilitate a Poliției de Frontieră:
- Serviciul Protocol și Traduceri
- Serviciul Evidență Operativă
- Serviciul Programe Post Aderare
- Serviciul Achiziții
- Serviciul Administrativ
- Biroul Planificare, Evaluare și Statistică
- Redactia Revistei „Frontiera"
- Muzeul Poliției de Frontieră Române
- Formațiunea Pază și Control Acces

### Structuri teritoriale
- Inspectoratul Teritorial al Poliției de Frontieră Iași
  - Serviciul Teritorial al Poliției de Frontieră Botoșani
  - Serviciul Teritorial al Poliției de Frontieră Iași
  - Serviciul Teritorial al Poliției de Frontieră Vaslui
  - Serviciul Teritorial al Poliției de Frontieră Galați

- Garda de Coastă
  - Serviciul Teritorial al Poliției de Frontieră Constanța
  - Serviciul Teritorial al Poliției de Frontieră Tulcea

- Inspectoratul Teritorial al Poliției de Frontieră Giurgiu
  - Serviciul Teritorial al Poliției de Frontieră Călărași
  - Serviciul Teritorial al Poliției de Frontieră Giurgiu
  - Serviciul Teritorial al Poliției de Frontieră Teleorman
  - Serviciul Teritorial al Poliției de Frontieră Olt
  - Serviciul Teritorial al Poliției de Frontieră Dolj

- Inspectoratul Teritorial al Poliției de Frontieră Timișoara
  - Serviciul Teritorial al Poliției de Frontieră Mehedinți
  - Serviciul Teritorial al Poliției de Frontieră Caraș-Severin
  - Serviciul Teritorial al Poliției de Frontieră Timiș

- Inspectoratul Teritorial al Poliției de Frontieră Oradea
  - Serviciul Teritorial al Poliției de Frontieră Arad
  - Serviciul Teritorial al Poliției de Frontieră Bihor

- Inspectoratul Teritorial al Poliției de Frontieră Sighetu Marmației
  - Serviciul Teritorial al Poliției de Frontieră Satu Mare
  - Serviciul Teritorial al Poliției de Frontieră Maramureș
  - Serviciul Teritorial al Poliției de Frontieră Suceava

- Centrul de Supraveghere și Controlul Trecerii Frontierei - Aeroporturi București - Otopeni
  - Punctul de Trecere a Frontierei Aeroport „Henri Coandă"
  - Punctul de Trecere a Frontierei Aeroport „Aurel Vlaicu"
- Sectorul Poliției de Frontieră Aeroport Cluj
  - Punctul de Trecere a Frontierei Aeroport Cluj-Napoca
- Sectorul Poliției de Frontieră Aeroport Sibiu
  - Punctul de Trecere a Frontierei Aeroport Sibiu
- Sectorul Politiei de Frontiera Aeroport Timișoara
  - Punctul de Trecere a Frontierei Aeroport „Traian Vuia” - Timișoara
- Punctul de Trecere a Frontierei Aeroport Arad
- Punctul de Trecere a Frontierei Aeroport „George Enescu” - Bacău
- Punctul de Trecere a Frontierei Aeroport Baia Mare
- Punctul de Trecere a Frontierei Aeroport Craiova
- Punctul de Trecere a Frontierei Aeroport Iași
- Punctul de Trecere a Frontierei Aeroport „Mihail Kogălniceanu"
- Punctul de Trecere a Frontierei Aeroport Oradea
- Punctul de Trecere a Frontierei Aeroport Satu Mare
- Punctul de Trecere a Frontierei Aeroport Suceava
- Punctul de Trecere a Frontierei Aeroport Târgu Mureș
- Punctul de Trecere a Frontierei Aeroport „Delta Dunării" - Tulcea

- Structuri de Contact la frontieră
  - Punctul Comun de Contact Artand cu  Ungaria
  - Punctul Comun de Contact Cenad cu  Ungaria
  - Punctul Comun de Contact Galați cu  Republica Moldova
  - Punctul Comun de Contact Giurgiu cu  Bulgaria
  - Punctul Comun de Contact Porțile de Fier I cu  Serbia
  - Punctul de Contact Oradea cu  Ungaria
  - Punctul de Contact Porubne cu  Ucraina

- Instituții de învățământ
  - Școala de Pregătire a Agenților Poliției de Frontieră „Avram Iancu” - Oradea
  - Școala de Formare Inițială și Continuă a Personalului Poliției de Frontieră - Iași
  - Școala de Perfecționare a Pregătirii Personalului Poliției de Frontieră - Drobeta-Turnu Severin
  - Baza de Reparații Nave - Brăila

## Stemă

Stema Poliției de Frontieră

Însemnul heraldic al Poliției de Frontieră Române are în compunere următoarele elemente:
- scutul exterior de culoare albastră;
- pe scut se află o acvilă cruciată de aur cu ciocul și ghearele roșii, ținând în gheara dreaptă o sabie de argint, iar în cea stângă o ramură de măslin verde, simbol al păcii și ordinii;
- pe capul acvilei se regăsește Coroana de oțel a României;
- pe pieptul acvilei se află un scut verde, mobilat cu o bornă de hotar, din argint, pe care se află în partea superioară două săbii de culoare albastră, încrucișate, iar la bază o ancoră naturală (neagră), ce particularizează menirea instituției, evocând ideea de supraveghere și control, precum și inviolabilitatea frontierelor României, precum și doi lei de aur, afrontați, ce sprijină din dreapta și din stânga borna, simbolizand vigilența, noblețea, eroismul și sugerând în ansamblu ideea de străjuire permanentă a hotarelor țării.

La baza scutului mare, pe eșarfa albă este înscris cu litere negre deviza PATRIA ET HONOR („Patrie și onoare"); aceasta îmbogățește mesajul siglei și evidențiază devotamentul celor care slujesc în această structură.

## Conducerea instituției
- Chestor Victor-Ștefan Ivașcu- Inspector general

## Ierarhia în cadrul instituției
Poliția de Frontieră folosește același sistem de gradare ca și Poliția Română, cu culori diferite. (vezi Poliția Română)
Înainte de 2002, Poliția de Frontieră avea un statut militar și un sistem de clasare militară în cadrul Ministerului Administrației și Internelor (a se vedea Însemnele gradelor militare și polițienești în România). În iunie 2002 a devenit o forță de poliție civilă, împreună cu Poliția Națională (primul serviciu de poliție din Europa de Est care a făcut acest lucru), iar personalul său a fost structurat în două corpuri:
- Corpul ofițerilor de poliție (Police Officers Corps) - corespunzând gradelor unei forțe militare ofițer, până la gradele de Inspector, Superintendent și Comisar într-o forță de poliție în stil britanic sau către ambele Corps de conception et de direction și Corps de commande et d'encadrement în Poliția Națională Franceză (Police Nationale).

În 2002, urmare a procesului de demilitarizare, gradele militare ale personalului angajat în cadrul poliției au fost echivalate cu grade profesionale după cum urmează:
| Grad profesional               | Epolet | Tradus ca                  | Grad militar echivalent | Grad echivalent în Poliția Națională Franceză | Grad echivalent în Metropolitan Police |
| ------------------------------ | ------ | -------------------------- | ----------------------- | --------------------------------------------- | -------------------------------------- |
| Chestor sef de poliție         |        | Police Chief-Quaestor      | General                 | Directeur des services actifs                 | Commissioner                           |
| Chestor-șef adjunct de poliție |        | Police Deputy-Quaestor     | General-locotenent      | Inspecteur général                            | Assistant Commissioner                 |
| Chestor principal de poliție   |        | Police Principal Quaestor  | General-maior           | Contrôleur général                            | Deputy Assistant Commissioner          |
| Chestor de poliție             |        | Police Quaestor            | General de brigadă      | Contrôleur général                            | Commander                              |
| Comisar-șef de poliție         |        | Police Chief-Commissioner  | Colonel                 | Commissaire divisionnaire                     | Chief Superintendent                   |
| Comisar de poliție             |        | Police Commissioner        | Locotenent-colonel      | Commissaire de police                         | Superintendent Grade I                 |
| Subcomisar de poliție          |        | Police Sub-Commissioner    | Maior                   | Commandant                                    | Superintendent                         |
| Inspector principal de poliție |        | Police Principal Inspector | Căpitan                 | Capitaine                                     | Chief Inspector                        |
| Inspector de poliție           |        | Police Inspector           | Locotenent              | Lieutenant                                    | Inspector                              |
| Subinspector de poliție        |        | Police Sub-Inspector       | Sublocotenent           | Lieutenant intern                             | Temporary/Probationary Inspector       |

- Corpul agenților de poliție (Police Agents Corps) - corespund la gradele de subofițer ale unei forțe militare, la Corps de maîtrise et d'application în Poliția Națională Franceză sau gradele unui Conetabil sau Sergent într-o forță de poliție în stil britanic.

| Grad                           | Epolet | Tradus ca                    | Grad militar echivalent | Grad echivalent în Poliția Națională Franceză | Grad echivalent în Metropolitan Police |
| ------------------------------ | ------ | ---------------------------- | ----------------------- | --------------------------------------------- | -------------------------------------- |
| Agent-șef principal de poliție |        | Police Principal Chief Agent | Plutonier adjutant-șef  | Brigadier-major                               | Station Sergeant                       |
| Agent-șef de poliție           |        | Police Chief Agent           | Plutonier adjutant      | Brigadier-chef                                | Station Sergeant                       |
| Agent-șef adjunct de poliție   |        | Police Deputy Chief Agent    | Plutonier-major         | Brigadier                                     | Sergeant                               |
| Agent principal de poliție     |        | Police Principal Agent       | Plutonier               | Gardien de la paix                            | Acting Sergeant                        |
| Agent de poliție               |        | Police Agent                 | Sergent-major           | Gardien de la paix stagiare                   | Constable                              |

După intrarea în vigoare a legii nr. 360 din 6 iunie 2002 poliția română a fost demilitarizată, gradele militare fiind echivalate cu gradele profesionale.
| Rang                           | Însemn |
| ------------------------------ | ------ |
| Chestor-șef de poliție         |        |
| Chestor-șef adjunct de poliție |        |
| Chestor principal de poliție   |        |
| Chestor de poliție             |        |
| Comisar-șef de poliție         |        |
| Comisar de poliție             |        |
| Subcomisar de poliție          |        |
| Inspector principal de poliție |        |
| Inspector de poliție           |        |
| Subinspector de poliție        |        |

- Corpul agenților de poliție

| Rang                           | Însemn |
| ------------------------------ | ------ |
| Agent-șef principal de poliție |        |
| Agent-șef de poliție           |        |
| Agent-șef adjunct de poliție   |        |
| Agent principal de poliție     |        |
| Agent de poliție               |        |

## Galerie

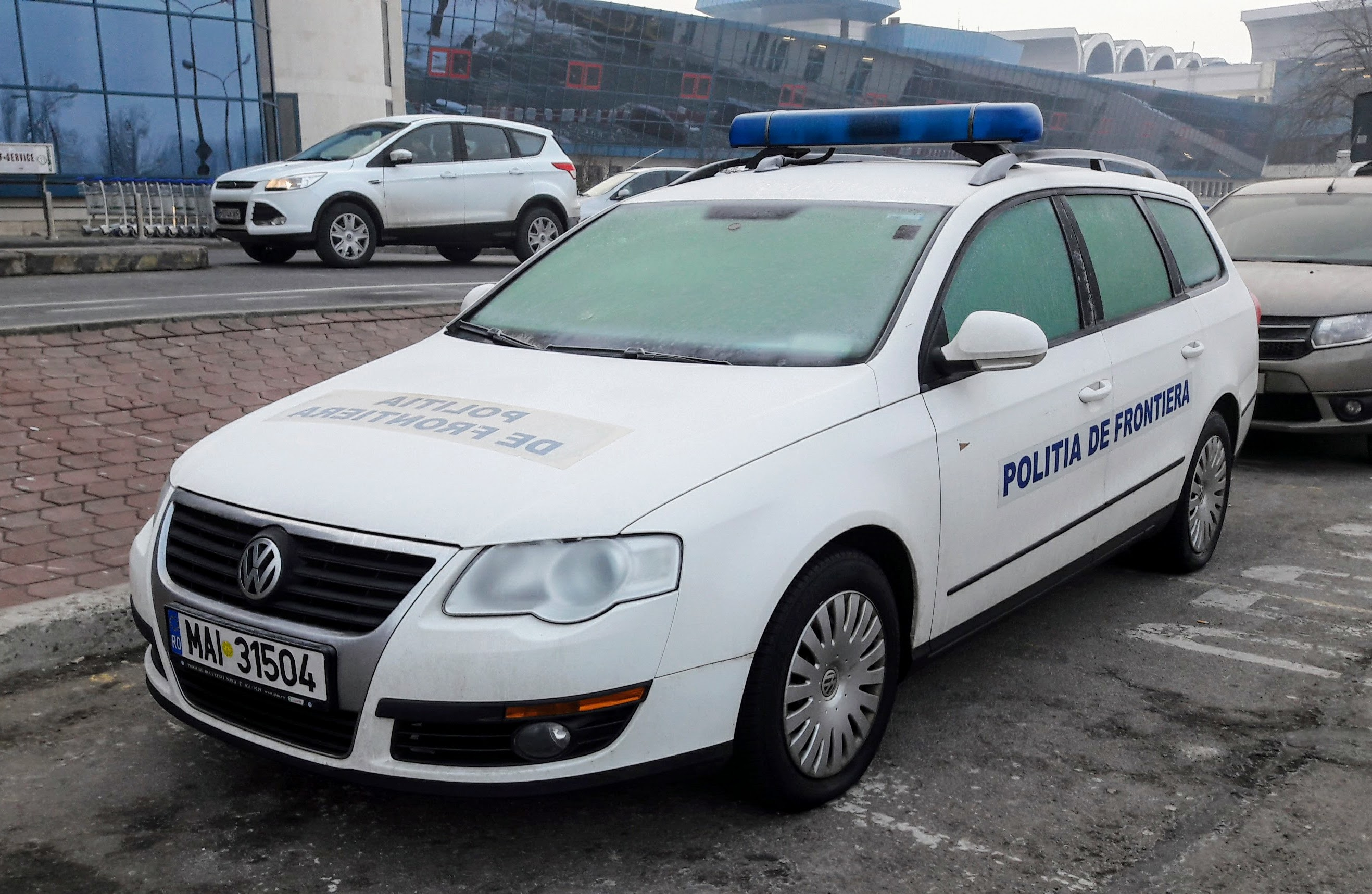
Autospecială Volkswagen Passat a Poliției de Frontieră
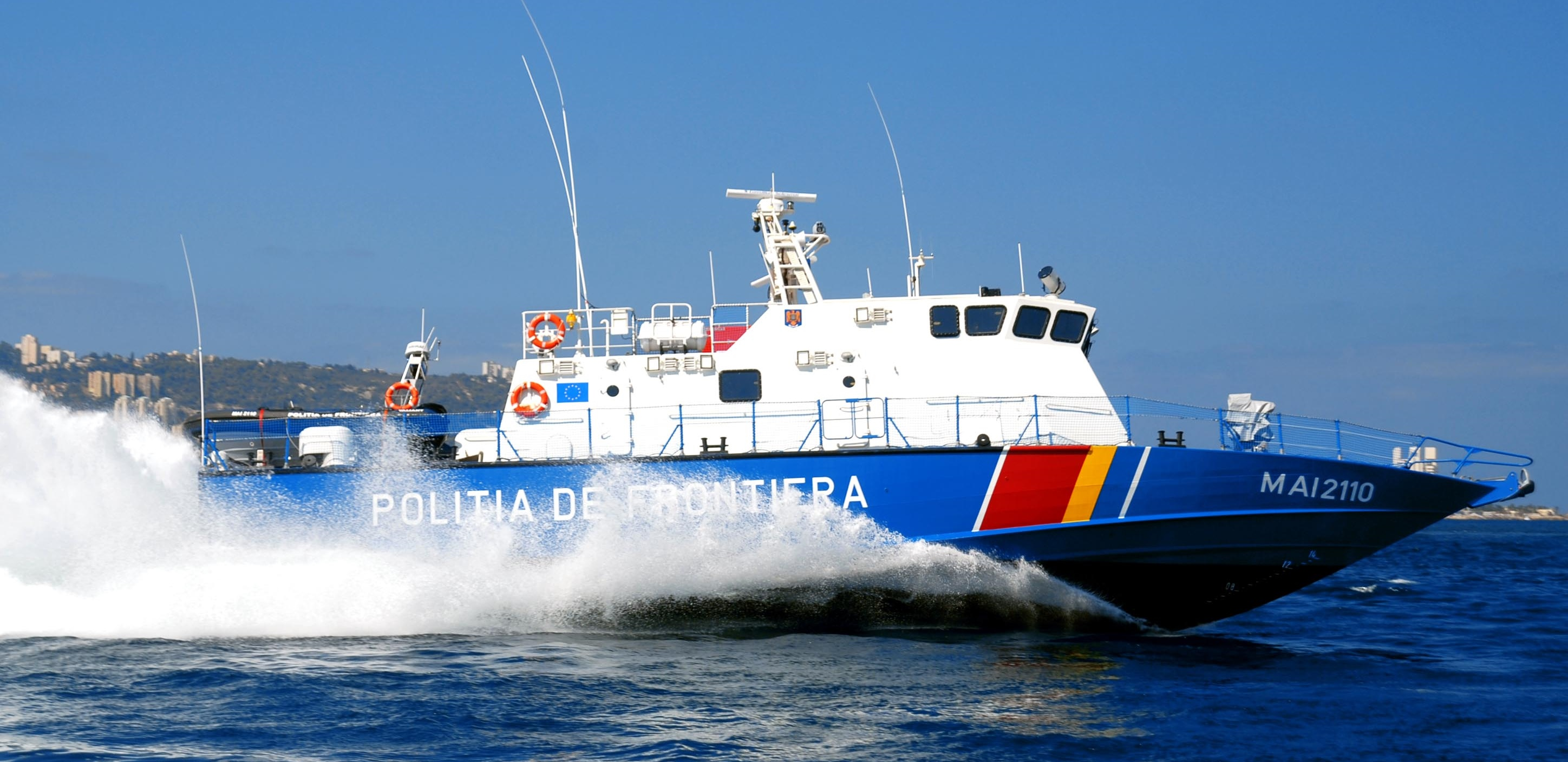
Ambarcațiune Shaldag MK IV a Poliției de Frontieră